# Сибирский 31-й стрелковый полк
Сибирский 31-й стрелковый полк — стрелковый полк Русской императорской армии, существовавший в 1903—1918 годах. Старшинство по состоянию на 1914 год — 12 августа 1903 года. Полковой праздник — 1 октября.

## История
Высочайше было повелено выделить по одному батальону из 1-го и 2-го Владивостокских крепостных пехотных полков для формирования 31-го Восточно-Сибирского стрелкового полка. Полк был сформирован к 30 октября 1903 года и насчитывал два батальона, входил в состав 8-й Сибирской стрелковой дивизии.
По состоянию на 19 июля (1 августа) 1914 года находился в Красноярске. 10 февраля 1904 года переформирован в трёхбатальонный состав, 17 июня 1905 года приведён в четырёхбатальонный состав. 20 февраля 1910 переименован в 31-й Сибирский стрелковый полк. Насчитывал на момент начала ПМВ 4 батальона, с 24 января (6 февраля) 1917 года — три батальона. Знамя простое без надписи было пожаловано 1 ноября 1903 года (образ Спаса Нерукотворного, малиновая кайма).
Из личного состава полка 19 июля (1 августа) 1914 года были выделены кадры на формирование Сибирского 51-го стрелкового полка, 24 января (6 февраля) 1917 года — кадры на формирование 17-й Сибирской стрелковой дивизии.

## Боевые кампании полка
- Русско-японская война (в 1904—1905 составлял гарнизон Владивостокской крепости)
- Первая мировая война (1914—1918), участник Августовской операции 1915 года
- Участие в Нарочской операции в марте 1916 г.[1]

## Командиры полка
- Полковник Зенкович, Александр Фёдорович (18 августа — 14 сентября 1912)
- Полковник Чаусов, Николай Дмитриевич (6 ноября 1912 — 18 июля 1915)
- Полковник Савинов, Фёдор Николаевич (1 января 1915)
- Полковник Малишевский, Казимир Альбертович (3 июля 1915)
- Полковник Зиневич, Бронислав Михаилович (20 октября — 1 ноября 1916)
- Полковник Витковский, Константин Константинович (15 октября 1917)